# Mattia Preti
Mattia Preti, zw. Il Cavaliere Calabrese (ur. 24 lutego 1613 w Tavernie, zm. 3 stycznia 1699 w Valletcie) – włoski malarz i freskant okresu baroku, caravaggionista.

## Życie i twórczość
Młodość spędził w Neapolu. W 1630 wyjechał do Rzymu, gdzie współpracował ze swoim bratem Gregoriem. W 1642 otrzymał tytuł kawalera zakonu maltańskiego. W latach 1656–1660 mieszkał w Neapolu. Odbył wiele podróży do północnych Włoch. W 1661 przeniósł się na Maltę, gdzie mieszkał do końca życia.
Początkowo malował sceny rodzajowe, później przede wszystkim obrazy religijne. Łączył w oryginalny sposób luminizm Caravaggia i bogaty koloryt Tycjana i Veronesego, dokonując przełomu w malarstwie neapolitańskim.
Był wybitnym freskantem. Wykonał malowidła ścienne m.in. w kościołach Sant’Andrea della Valle w Rzymie, San Bagio w Modenie, San Pietro a Maitella w Neapolu.
Do jego uczniów należała maltańska malarka Maria de Dominici.

## Dzieła

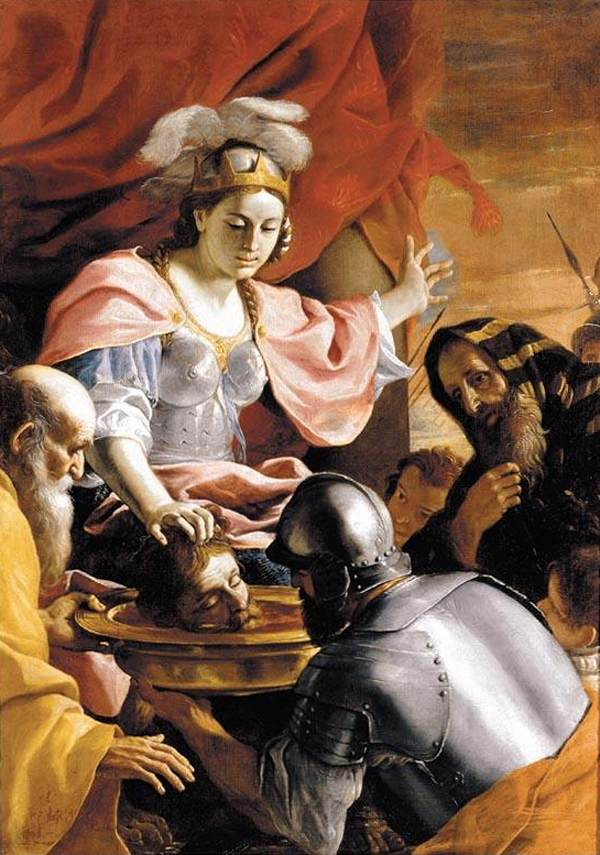
Królowa Tomyris odbiera głowę Cyrusa, króla Persji (1670-72), kolekcja prywatna

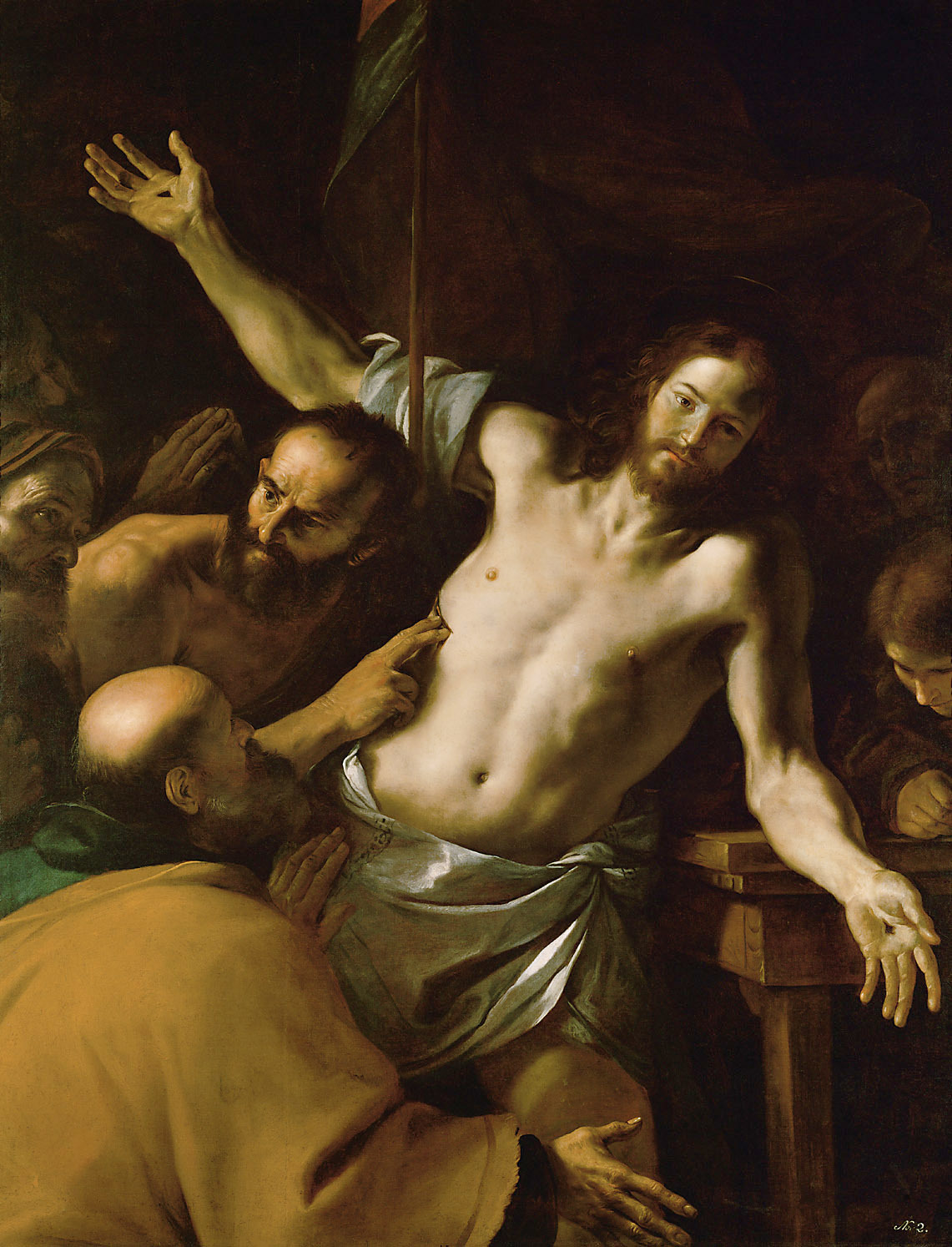
Niedowierzanie św. Tomasza (ok. 1656-60), Kunsthistorisches Museum, Wiedeń

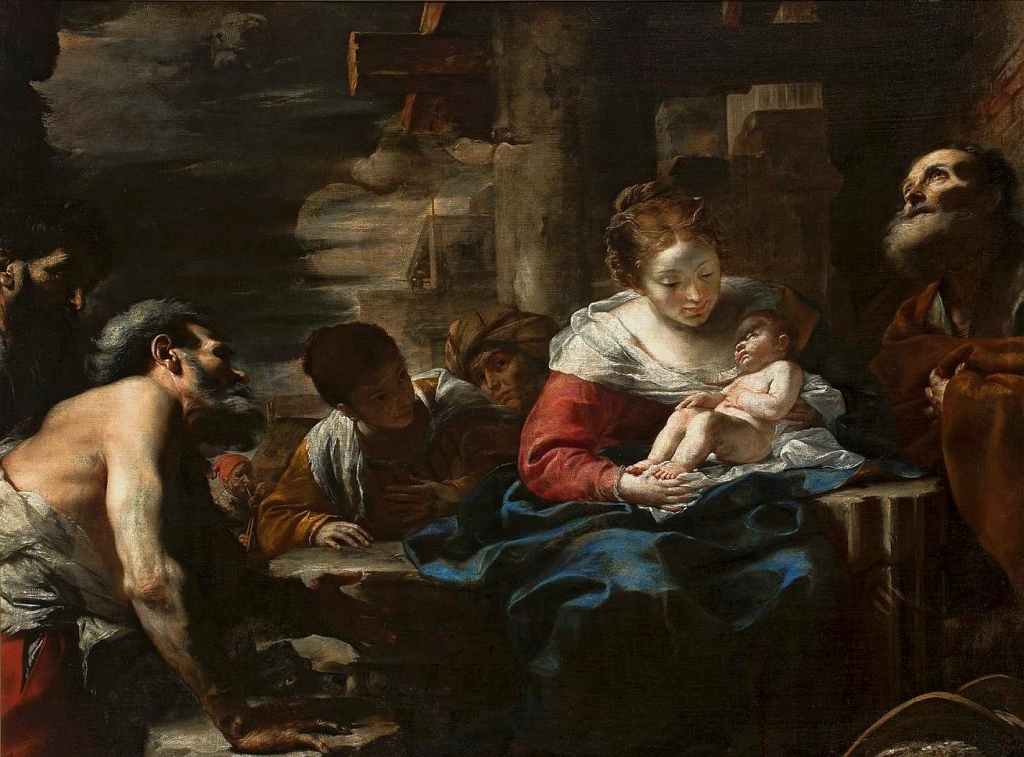
Pokłon pasterzy (ok. 1645), Muzeum Narodowe w Warszawie

- Chrystus przed Herodem (ok. 1660) – Treviso, San Martino,
- Chrystus w glorii (ok. 1660) – Madryt, Prado,
- Dżuma w 1656 r. – Neapol, Museo di Capodimonte,
- Gra w kości (ok. 1630) – Rostów, Muzeum Sztuk Pięknych,
- Grający w kości – Kraków, Kolekcja „Europeum” Muzeum Narodowego w Krakowie,
- Judyta i Holofernes (1656) – Neapol, Museo di Capodimonte,
- Koncert (ok. 1630) – Madryt, Muzeum Thyssen-Bornemisza,
- Koncert (ok. 1630) – St. Petersburg, Ermitaż,
- Królowa Tomyris odbiera głowę Cyrusa, króla Persji (1670-72), kolekcja prywatna,
- Niedowierzanie św. Tomasza (ok. 1656-60) – Wiedeń, Kunsthistorisches Museum,
- Partia tryktraka (ok. 1635) - Warszawa, Zamek Królewski w Warszawie,
- Piłat umywający ręce (1663) – Nowy Jork, Metropolitan Museum of Art,
- Pokłon pasterzy (ok. 1645) – Warszawa, Muzeum Narodowe,
- Powrót syna marnotrawnego – Neapol, Palazzo Reale,
- Ścięcie św. Jana Chrzciciela (ok. 1650) – Dublin, Narodowa Galeria Irlandii,
- Sofonisba przyjmująca truciznę (ok. 1670) – Lyon, Musée des Beaux-Arts,
- Św. Jan strofujący Heroda (1662-68) – Sewilla, Muzeum Sztuk Pięknych,
- Św. Sebastian (ok. 1660) – Neapol, Museo di Capodimonte,
- Uczta Absaloma – Neapol, Museo di Capodimonte,
- Uczta Baltazara (1658) – Neapol, Museo di Capodimonte,
- Uwolnienie św. Piotra z więzienia – Wiedeń, Akademie der Bildenden Kuenste,
- Wesele w Kanie (1655) – Londyn, National Gallery,
- Wskrzeszenie Łazarza (ok. 1650) – Rzym, Galleria Nazionale d’Arte Antica,
- Zapłata podatku (ok. 1635) – Rzym, Palazzo Corsini.